# Human Nature (canção de Michael Jackson)
"Human Nature" é uma canção do cantor e compositor norte-americano Michael Jackson, composta por Steve Porcaro e John Bettis. Foi produzida por Quincy Jones e pelo próprio Jackson para o sexto álbum solo do cantor, Thriller (1982). Inicialmente Porcaro havia gravado uma fita demo da canção, que deu para Jones - que por sua vez conseguiu incluir a balada no álbum, como a última a ser selecionada, substituindo "Carousel" na listagem final.
"Human Nature" foi lançada em 30 de maio de 1983 como o quinto single do álbum, e conseguiu chegar à segunda posição na parada de sucesso Hot Adult Contemporary da revista americana Billboard, e sétimo lugar no Hot 100, tornando-se o quinto hit de Jackson a chegar aos Top 10. A balada também conseguiu avaliações positivas de diversos críticos, e inúmeros artistas fizeram suas versões da canção, como Miles Davis, Nas, Boyz II Men, Amber Riley e Chord Overstreet da série Glee e os brasileiros Waly Salomão e Jorge Salomão, que fizeram uma versão em português da música, "Natureza Humana", cantada por Dulce Quental no disco Délica, de 1986.

## Composição e gravação

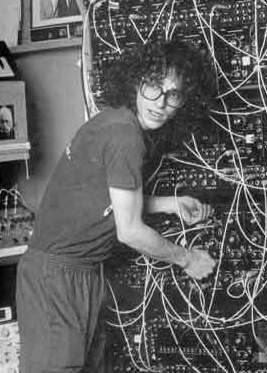
Steve Porcaro, ao lado de um sintentizador modular, em 1982.

"Human Nature" foi composta por Steve Porcaro, da banda Toto, e John Bettis, para o álbum Thriller, de Michael. Inicialmente Porcaro havia gravado uma demo bruta da música numa fita cassete; Seu companheiro de banda David Paich deu então a fita, que continha mais outras duas canções de sua autoria, a Quincy Jones, com a esperança de inclui-la no álbum. Jones não gostou das músicas de Paich, porém gostou de "Human Nature"; segundo ele, "De repente, no final, há todo aquele silêncio, e então: why, why, dah dah da-dum dah dah, why, why. Só uma letra boba, e uma coisa bem esquelética - eu tenho arrepios só de falar dela. Disse: 'É para aí que eu quero que a gente vá, porque ela tem um sabor tão maravilhoso'." "Human Nature" foi a última canção a ser selecionada para o álbum, tirando "Carousel" da lista final de faixas.

## Performances ao vivo
Michael performou a música na Victory Tour (a última turnê com o grupo dos irmãos The Jacksons). Também ele performou na Bad World Tour e na Dangerous World Tour. Essa música foi substituída por Stranger in Moscow na HIStory World Tour de 1996. Iria ser performada na turnê This Is It junto com Stranger in Moscow.

## Lançamento e recepção
Um modelo para as baladas de new jack swing e hip hop-soul, "Human Nature" é mais lenta e mais íntima do que as outras canções de "Thriller". "If this town is just an apple, let me take a bite", canta a voz trêmula de Jackson sobre um sintetizador em cascada e uma linha de baixo penetrante. Embora tenha sido composta por Bettis e Porcaro, as letras estavam em sintonia com a ânsia de Jackson em se libertar de sua torre de celebridade e se misturar com os jovens numa "cidade que pisca o seu olho insone."

Serena Kim, South Coast Today.
"Human Nature" foi lançado em 3 de julho de 1983 como quinto single de Thriller. A canção obteve um sucesso moderado nas paradas de sucesso dos Estados Unidos, chegando à segunda posição da Hot Adult Contemporary na Billboard e sétima na Hot 100; tornou-se o quinto single de Thriller a atingir as dez primeiras posições. "Human Nature" figurou na posição de número 27 na parada de singles R&B
John Rockwell, do jornal americano The New York Times, declarou que "Human Nature" era uma "balada perturbadora e taciturna", com um refrão "irresistível". O site Allmusic aponta que a "gentil e adorável" "Human Nature" coexistia confortavelmente com a "durona e amedrontada" "Beat It", e posteriormente a descreveu como um "rock suave". Analisando o álbum Thriller, a revista Slant expressou sua apreciação pela canção, declarando que era "provavelmente a melhor composição musical do álbum, e seguramente uma das únicas baladas de A/C de sua época que merecem ser recordadas". A revista também acrescentou que as "harmonias amanteigadas" da faixa eram poderosas. A revista Stylus também louvou a canção, descrevendo-a como a "mais suave das baladas", e que a música "faz pouco para incorporar a mensagem da canção", acolchoando a "voz vítrea" de Jackson em "sintetizadores enevoados e baterias abafadas".
Bill Lamb, do site About.com, analisou a faixa 25 anos depois de seu lançamento. Em sua opinião, a canção "estabeleceu um modelo do que se tornaria o R&B adulto." Todd Gilchrist, numa crítica de 2008 do site IGN explicou que os elementos de "Human Nature" funcionavam melhor hoje em dia do que faziam à época de sua composição, acrescentando que isso pode ser porque, em sua opinião, o R&B moderno "é uma porcaria". Tom Ewing, crítico da Pitchfork Media, descreveu a canção com "derretidamente afetuosa", e a MTV acrescentou definindo-a como uma "balada etérea". A revista Rolling Stone alegou que a canção, que descreveu como "lindamente frágil", era tão aberta e corajosa que fez "She's Out of My Life" parecer falsa. O jornal Los Angeles Times concluiu que era a interpretação de Michael que fazia a "balada média" decolar.

## Desempenho nas paradas musicais
| Parada musical (1983)                        | Posição mais alta |
| -------------------------------------------- | ----------------- |
| Estados Unidos - Billboard Hot 100           | 7                 |
| Estados Unidos - Billboard R&B/Hip-Hop Songs | 27                |
| Estados Unidos - Adult Contemporary          | 2                 |
| Países Baixos                                | 11                |
| Parada musical (2009)                        | Posição mais alta |
| Reino Unido - UK Singles Chart               | 90                |